# Ri Mi-gyong
Ri Mi-gyong (* 30. September 1990 in Kangwŏn-do) ist eine nordkoreanische Tischtennisspielerin. Sie nahm 2012 und 2016 an den Olympischen Spielen teil.

## Werdegang
Ihren ersten internationalen Einsatz hatte sie 2011 bei der Weltmeisterschaft in Rotterdam, wo sie unter die besten 64 kam und dann gegen Guo Yue ausschied. Im Jahr darauf trat sie bei den China Open an und war bei WM und Olympischen Spielen Teil der nordkoreanischen Mannschaft, die jeweils die Hauptrunde erreichte. In der Weltrangliste erreichte Ri im April 2012 zum ersten Mal einen Platz unter den besten 100. 2013 trat sie bei der Weltmeisterschaft in allen drei Individualwettbewerben an, im Doppel mit Ri Myong-sun kam sie ins Achtelfinale. Im Oktober erreichte sie mit Platz 44 so eine persönliche Bestmarke in der Weltrangliste.
Mit der Mannschaft kam sie bei der WM 2014 ins Viertelfinale, das gegen China verloren ging, bei den Asienspielen gewann das Team Bronze. 2015 nahm Ri unter anderem am World Team Cup teil, wo sie als Teil der nordkoreanischen Mannschaft das Finale erreichte, das jedoch erneut gegen China verloren wurde. An der Seite von Kim Hye-song gewann sie durch einen Finalsieg über Miu Hirano und Mima Itō den Doppelwettbewerb der Asienmeisterschaft. Bei der Team-WM 2016 holte sie mit Nordkorea die erste WM-Medaille seit 1991. Im Viertelfinale schlugen die Nordkoreanerinnen überraschend die ehemaligen Weltmeisterinnen aus Singapur. Ebenfalls mit der Mannschaft nahm sie 2016 wieder an den Olympischen Spielen teil, wo Nordkorea im Viertelfinale gegen China ausschied. 2017 wurde Ri vom Verband für die Asien- und die Weltmeisterschaft nominiert und kam im Doppel dabei ins Viertel- bzw. Achtelfinale. Nach den Pjöngjang Open, bei denen sie Silber im Doppel holte, trat sie international vorerst nicht mehr in Erscheinung.

## Turnierergebnisse
| Verband | Veranstaltung            | Jahr | Ort            | Land | Einzel        | Doppel        | Mixed         | Team          |
| ------- | ------------------------ | ---- | -------------- | ---- | ------------- | ------------- | ------------- | ------------- |
| PRK     | Asienmeisterschaft       | 2017 | Wuxi           | CHN  | letzte 64     | Viertelfinale | letzte 16     | 5. Platz      |
| PRK     | Asienmeisterschaft       | 2015 | Pattaya        | THA  | letzte 64     | Gold          | Halbfinale    | 5. Platz      |
| PRK     | Asienspiele              | 2014 | Suwon          | KOR  | letzte 16     |               |               | Halbfinale    |
| PRK     | Olympische Spiele        | 2016 | Rio de Janeiro | BRA  |               |               |               | Viertelfinale |
| PRK     | Olympische Spiele        | 2012 | London         | ENG  |               |               |               | Viertelfinale |
| PRK     | Challenge Series         | 2017 | Pjöngjang      | PRK  | Viertelfinale | Silber        |               |               |
| PRK     | World Tour               | 2016 | Pjöngjang      | PRK  | letzte 16     | Silber        |               |               |
| PRK     | World Tour               | 2015 | Pjöngjang      | PRK  | Halbfinale    | Silber        |               |               |
| PRK     | Weltmeisterschaft        | 2017 | Düsseldorf     | GER  | letzte 32     | letzte 16     | letzte 32     |               |
| PRK     | Weltmeisterschaft        | 2016 | Kuala Lumpur   | MAS  |               |               |               | Halbfinale    |
| PRK     | Weltmeisterschaft        | 2015 | Suzhou         | CHN  | letzte 64     | letzte 32     |               |               |
| PRK     | Weltmeisterschaft        | 2014 | Tokio          | JPN  |               |               |               | Viertelfinale |
| PRK     | Weltmeisterschaft        | 2013 | Paris          | FRA  | letzte 64     | letzte 16     | letzte 32     |               |
| PRK     | Weltmeisterschaft        | 2012 | Dortmund       | GER  |               |               |               | 9.–12. Platz  |
| PRK     | Weltmeisterschaft        | 2011 | Rotterdam      | NED  | letzte 64     |               | letzte 64     |               |
| PRK     | Jugend-Weltmeisterschaft | 2012 | Hyderabad      | IND  | letzte 16     | Viertelfinale | Viertelfinale | Viertelfinale |
| PRK     | World Team Cup           | 2015 | Dubai          | UAE  |               |               |               | Silber        |